# Бомбардиране на Везел
Германският град Весел е бомбардиран през Втората световна война.
Весел става цел на съюзниците, най-вече поради своето стратегическо местоположение като терминал с мостове по Рейн.
На 16, 17 и 19 февруари 1945 г. Весел е бомбардиран от Кралските военновъздушни сили. Мостовете по река Рейн и Липе са взривени от Вермахт. На 23 март, Весел е под огъня на около 3000 огнестрелни оръжия. През нощта на 23 срещу 24 март, 195 Авро Ланкастъра и 23 De Havilland Mosquito атакуват града. След последните атаки, 97% от града е унищожен, като населението от 25 000 намалява на едва 1900 души през май 1945 г.